# Norsk institutt for bunad och folkedrakt

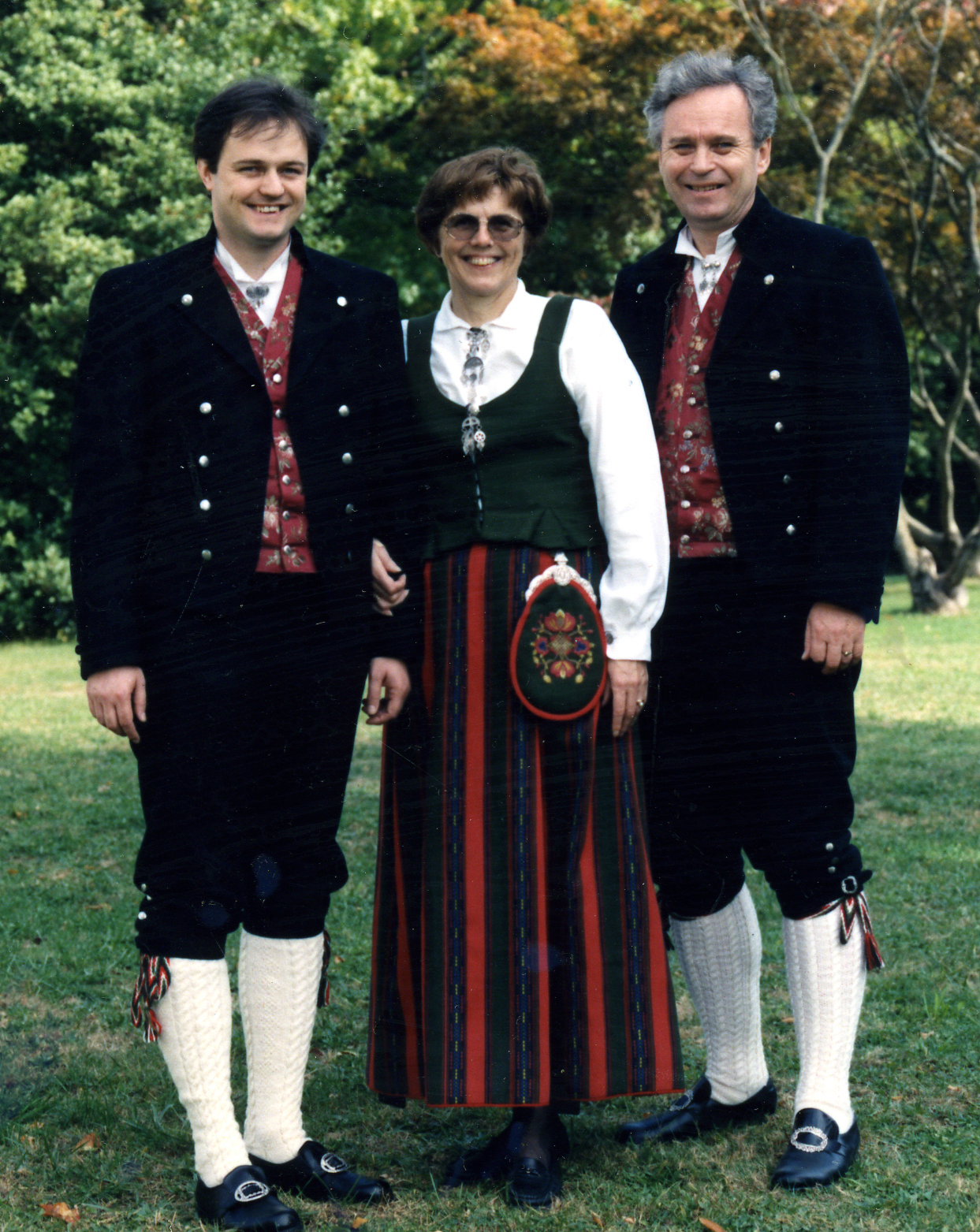
Mansdräkter ("bunad") från Nord-Gudbrandsdalen och kvinnodräkter från Oppdal

Norsk institutt for bunad og folkedrakt är ett norskt nationellt kompetenscentrum med dokumentation och forskning beträffande folkdräkter.
Norsk institutt for bunad og folkedrakt bildades 1947 som det statliga Statens bunadsnemnd, namnändrat 1955 till Landsnemnda for bunadsspørsmål. År 1967 omorganiserades det och fick ett eget sekretariat under Kulturdepartementet. År 1986 bytte organisationen namn till Bunad- og folkedraktrådet. Från 2008 har den legat inom  Valdresmusea. Institutet har ett nationellt uppdrag från Kulturdepartementet inom området folkdräkter.
År 2001 integrerades Bunad- og folkedraktrådet i Valdresmusea. Institutionen namnändrades 2010 till Norsk institutt for bunad og folkedrakt. Dess statligt utnämnda fackråd behöll sitt tidigare namn Bunad- og folkedraktrådet.
Norsk institutt for bunad og folkedrakt har sin hemvist i Fagernes, i samma byggnad som Valdres Folkemuseum.